# Patrick Pemberton
Patrick Alberto Pemberton Bernard (* 24. dubna 1982, Limón, Kostarika, zkráceně znám jako Patrick Pemberton) je kostarický fotbalový brankář. Účastník Mistrovství světa 2014 v Brazílii.

## Klubová kariéra
Pemberton začínal v profesionálním fotbale v roce 2002 v kostarickém celku LD Alajuelense, s nímž vyhrál několikrát ligovou trofej. V sezoně 2004/05 hostoval v jiném kostarickém klubu AD Carmelita.

## Reprezentační kariéra
Patrick Pemberton reprezentuje Kostariku, v národním týmu debutoval v roce 2010.
Kolumbijský trenér Kostariky Jorge Luis Pinto jej vzal na Mistrovství světa 2014 v Brazílii společně s dalšími dvěma brankáři Danielem Cambronerem a Keylorem Navasem.